# Schwandorf
Schwandorf é uma cidade da Alemanha localizado no distrito de Schwandorf, região administrativa de Oberpfalz, estado da Baviera.